# Juan Francisco Seguí (padre)
Juan Francisco Seguí (Santa Fe, 1774-1834) fue un abogado y político argentino, ministro de gobierno del caudillo de su provincia Estanislao López.

## Biografía
Era hijo de José Seguí y Dreta, originario de las islas Baleares, y de Josefa Barba, santafesina, casados en Santa Fe el 4 de noviembre de 1773. Sus abuelos paternos fueron Bartolomé Seguí, nacido en Mahón (Menorca), e Inés Dreta. Sus abuelos maternos fueron José Barba y Plácida Rodríguez.
Estudió en el actual Colegio Nacional de Monserrat, en Córdoba, y se doctoró en derecho en 1798 en la Universidad de esa ciudad.
Tras unos años de ejercer el derecho en su ciudad natal, tuvo una dura discusión con su padre y se mudó a Buenos Aires. Más tarde viajó a Chuquisaca, donde apoyó los últimos momentos de la fracasada revolución de 1809.
De regreso a Buenos Aires, participó en el cabildo abierto que inició la Revolución de Mayo (se dijo que votó en términos tan complicados que se creyó que estaba votando a favor del virrey. Meses después fue Regidor del Cabildo de Buenos Aires, ocupando algunos otros cargos. Fue arrestado en 1812 por su oposición al Primer Triunvirato por orden del jefe de policía, Miguel de Irigoyen, lo que lo incitó a regresar a Santa Fe.
Apoyó la llegada al poder del gobernador Francisco Candioti. Al año siguiente apoyó también la revolución contra el Directorio. Fue elegido diputado al Congreso de Tucumán, pero el comandante de Rosario le impidió llegar a destino y la mandó de regreso a Santa Fe; poco después, este mismo comandante se pasaba a los porteños.
En 1818, el nuevo gobernador, Estanislao López, lo nombró su ministro. Una de sus primeras apariciones fue en la firma de un tratado de paz con los representantes del Directorio, junto a Cosme Maciel y Pedro Tomás de Larrechea.
Fue el autor del Estatuto Provisorio de 1819 de Santa Fe, la primera constitución provincial argentina, muy poco práctica pero muy meritoria como antecedente. Curiosamente, a pesar de participar en una abortada revolución contra López, siguió siendo su ministro. Redactó las proclamas militares del gobernador en sus campañas contra Buenos Aires, y en nombre de su provincia firmó el Tratado del Pilar y el Tratado de Benegas. En enero de 1822 firmó también el Tratado del Cuadrilátero.
Durante los años siguientes siguió siendo el ministro de López, y firmó tratados de ayuda mutua con Buenos Aires y con los representantes del grupo de conspiradores de Montevideo que esperaban sacudirse el gobierno del Imperio del Brasil con la ayuda de López. En 1823 organizó una revolución contra el gobernador entrerriano, el porteño Mansilla, pero no tuvo éxito.
En 1828 fue elegido diputado a la Convención Nacional de Santa Fe, y apoyó la decisión de López de declarar la guerra al general Juan Lavalle, que se había apoderado por la fuerza del gobierno porteño, fusilando al gobernador Manuel Dorrego.
En 1831 firmó el Pacto Federal en nombre de su provincia. En suma, llevaron su firma todos los pactos preexistentes que se tendrían en cuenta para la sanción de la Constitución Argentina de 1853, excepto por el Acuerdo de San Nicolás de 1852.
Era también poeta, y dejó escritos poemas épicos y poesías de amor dedicados a su esposa.
Hallándose gravemente enfermo, dictó su testamento el 15 de agosto de 1834. Se había casado en primeras nupcias con María Concepción Anzorregui y Alambarri, de quien no dejó descendencia. Ya viudo, contrajo matrimonio en segundas nupcias en Santa Fe con doña Bonifacia Lassaga y Amenábar, hija de Francisco Xavier de Lassaga, y de Gregoria de Amenábar (hermana del doctor y sacerdote de distinguida actuación José Ignacio de Amenábar, y de Ángel Custodio de Amenábar, con larga descendencia en Chile). Sus abuelos paternos fueron Gabriel Francisco de Lassaga y Gamboa, alcalde ordinario de Santa Fe, nacido en Lesaca, Navarra], y Francisca Xaviera de Echagüe y Andía y Gaete, santafesina descendiente de los conquistadores y primeros pobladores de muchas ciudades.
Declaraba  tener los siguientes hijos: José Felipe, de catorce años, Juan Francisco, Carlos, Rosa, Nicanor, Lucio Ricardo, Ezequiel y Dolores, todos menores de edad, y un hijo próximo a nacer. De ellos, el más conocido fue Juan Francisco Seguí, secretario de Urquiza y miembro del Congreso Constituyente de 1853. Lucio Ricardo Seguí y su esposa Gregoria Girado fueron pioneros en el poblamiento de la campaña de Buenos Aires al sur del Salado, que por aquel entonces se conocía como “la frontera” o “el desierto”, poblando la estancia San Juan en lo que hoy es el Partido de Ayacucho.
Falleció en Santa Fe en 1834.
Francisco José Seguí, marino argentino que participó de la Guerra de Independencia Argentina, las guerras civiles y la Guerra del Brasil, era sobrino suyo.